# Федорский сельсовет
Федорский сельсовет (белор. Фядорскі сельсавет) — административная единица на территории Столинского района Брестской области Беларуси. Административный центр — агрогородок Федоры.

## История
Образован 12 октября 1940 года.

## Состав
Федорский сельсовет включает 2 населённых пункта:
- Нечатово — деревня
- Федоры — агрогородок